# باساراب الأول من الأفلاق
كان باساراب الأول، المعروف أيضًا باسم باساراب المؤسس، (حوالي 1270-1351/1352)، فويفودًا وأول حاكم مستقل لإمارة الأفلاق عاش في النصف الأول من القرن الرابع عشر، وكانت العديد من تفاصيل حياته غير مؤكدة. هناك نظريتان شائعتان تقولان بأن باساراب تولى السلطة إما بين عامي 1304 و1324 عن طريق الإطاحة بالمؤسس الأسطوري للأفلاق رادو نيغرو أو بخلافته بشكل سلمي، أو في عام1310 من خلال خلافة والده ثوكوميريوس.
كان الميثاق الملكي الصادر في 26 يوليو 1324 أول وثيقة تذكر باساراب، ويقول هذا الميثاق بأن باساراب كان تابعًا للملك كارولي الأول ملك المجر بصفته فويفود الأفلاق. أصبح باساراب «غير موالٍ للتاج المقدس للمجر» في عام 1325، واستولى على إمارة سيفيرين، وشن غارات على المناطق الجنوبية من مملكة المجر. دعم باساراب هجوم ميخائيل شيشمان البلغاري ضد مملكة صربيا، ولكن جيوشهم المتحدة هُزمت في معركة فيلبازد في 28 يوليو 1330. غزا كارولي الأول ملك المجر الأفلاق بعد وقت قصير، ولكن القوات الأفلاقية نصبت كمينًا للقوات الملكية في معركة بوسادا بين 9 و12 نوفمبر 1330، مما أدى إلى تدمير القوة بالكامل تقريبًا، منهيًا بذلك سيادة المجر على الأفلاق، وممهدًا الطريق لتأسيس أول إمارة رومانية مستقلة.
حكم أحفاد باساراب إمارة الأفلاق لمدة لا تقل عن قرنين، وسميت بمنطقة بيسارابيا، الواقعة بين نهري دنيستر وبروت، نسبة إلى سلالة باساراب.

## فترة الحكم

### فويفود كارولي الأول
كانت تفاصيل وصول باساراب إلى الحكم غير واضحة. تعزو المخطوطات الرومانية القديمة تأسيس الأفلاق إلى الحاكم الأسطوري رادو نيغرو، وذكرت المخطوطات الأفلاقية التي تعود إلى القرن السابع عشر أن رادو نيغرو غادر مدينة فاغارس ووصل إلى الأفلاق إما في عام 1290 أو 1292، برفقة «العديد من الشعوب».
تذكر إحدى تلك المخطوطات، وهي تاريخ الدولة الرومانية، أن «باساراب» كان لقبًا لعائلة بويار من منطقة أولتينيا، التي قبلت سيادة رادو نيغرو بعد «استقراره في الأفلاق». يربط المؤرخ نياغو جوفارا بشكل مؤقت باساراب (أو والده) مع رادو نيغرو، بينما يشير لورنتسيو رادفان إلى أن باساراب إما خلع رادو نيغرو أو خلفه بطريقة سلمية بين عامي 1304 و1324. يرى مؤرخون آخرون من ناحية أخرى، مثل فلاد جورجيسكو، أن باساراب خلف والده ثوكوميريوس في حوالي عام 1310.
ذُكر باساراب لأول مرة في ميثاق ملكي أصدره كارولي الأول ملك المجر في 26 يوليو 1324، إذ وُصف بأنه «فويفود الأفلاق لدينا». يشير ذلك إلى أن كارولي الأول كان يعتبر باساراب تابعًا مخلصًا في ذلك الوقت. يقول المؤرخ إشتفان فاشاري إن باساراب قبل سيادة كارولي فقط بعد أن استعاد الملك السلطة الملكية في إمارة سيفيرين، وهي مقاطعة حدودية مجرية، في عام 1321. أكد المؤرخان تيودور سالاغيان وأتيلا باراني على حيازة باساراب لقلعة سيفيرين مقابل ولائه.

### نحو الاستقلال
يُسجل ميثاق ملكي مؤرخ في 18 يونيو 1325 أن شخصًا يدعى ستيفان، وهو ابن إسبان الكوماني في المجر، صرّح بأن الملك كان أضعف من باساراب و «لم يصل حتى إلى مستواه». يصف نفس الميثاق باساراب بأنه «غير مخلص للتاج المقدس للمجر»، مما يشير إلى أن باساراب قد خان التاج. أدرج ميثاق ملكي آخر من عام 1329 باساراب، جنبًا إلى جنب مع البلغاريين والصرب والتتار، كعدو شن «غارات عدائية» حول منطقة ميهاديا. يبدو أن باساراب كان يسيطر بالكامل على إمارة سيفيرين بين عامي 1324 و1330، إذ لم تذكر المراسيم الملكية أي حاكم لإمارة سيفيرين خلال هذه الفترة. أشار البابا يوحنا الثاني والعشرون في رسالة كتبها في عام 1327 إلى «أراضي مملكة المجر التي كانت خاضعة لباساراب».
هاجم ميخائيل الثالث شيشمان، قيصر بلغاريا، صربيا في عام 1330، وكان برفقته «حاكم مجموعة الياز»، بالإضافة إلى قوات مساعدة من الفلاخ و«التتار السود». ذكرت مصادر صربية ورسالة كتبها ستيفان دوشان، الذي أصبح ملك صربيا في عام 1331، أن باساراب قاد جيشه شخصيًا إلى صربيا لدعم شيشمان. تمكن الصرب من هزيمة الجيش الموحد لميخائيل شيشمان وحلفائه في معركة فيلبازد في 28 يوليو 1330. قُتل شيشمان أثناء محاولته الفرار من ساحة المعركة.
استغل كارولي الأول ملك المجر حالة الضعف التي أصابت حلفاء باساراب، وقرر استعادة سيادته على الأفلاق. ذكر ميثاق ملكي صدر بعد عامين من الأحداث أن كارولي كان يسعى لاستعادة «الأراضي الهامشية» التي كان باساراب يحتفظ بها «بشكل غير قانوني» في الأفلاق. غزا كارولي منطقة أولتينيا، واستولى على قلعة سيفيرين، وعيّن دينيس سيشي حاكمًا لسيفيرين في سبتمبر 1330.
ذكر سجل إلومينيتد كرونيكل أن باساراب عرض تقديم 7,000 «مارك من الفضة» كتعويض، بالإضافة إلى جزية سنوية للملك، ووعد أيضًا بإرسال أحد أبنائه إلى البلاط الملكي في فيشغراد.
رفض كارولي الأول عرض باساراب قائلًا: «إنه راعي خِرافي، وسأسحبه من لحيته من عرينه». واصل كارولي حملته، لكنه وجنوده عانوا من الجوع أثناء مسيرهم نحو كورتا دي أرجيش عبر منطقة قليلة السكان. أُجبر كارولي على توقيع هدنة مع باساراب، وبدأ الجيش الملكي في الانسحاب من الأفلاق.
نصب الأفلاقيون كمينًا للملك وجنوده في ممر ضيق ضمن جبال الكاربات الجنوبية في 9 نوفمبر، وبينما كانوا يقفون على المنحدرات المطلة على الوادي، أطلق الأفلاقيون السهام وألقوا الصخور على الجيش. استمرت المعركة حتى 12 نوفمبر، مما أدى إلى إبادة الجيش الملكي، بينما نجا الملك كارولي بصعوبة.
يذكر المؤرخ تيودور سالاغيان أن باساراب صد غزو كارولي دون مساعدة من حلفائه. يشير ميثاق كتبه لويس الأول، ابن وخليفة كارولي، في عام 1351، إلى أن «جيران وثنيين وفرقة مكونة من رعايا آخرين غير مخلصين» دعمت باساراب أثناء الحرب، مما يشير إلى احتمال مشاركة قوات مساعدة من التتار في القتال إلى جانب باساراب. إن مصداقية هذا التقرير، الذي كتب بعد عقود من الأحداث، تبقى محل شك.

### حاكم مستقل
تُظهر الأبحاث الأثرية أنه بعد تدمير عاصمته كورتا دي أرجيش خلال حملة كارولي الأول، نقل باساراب مقره إلى كامبولونغ. مكّن انتصار باساراب في معركة بوسادا من إدخال سياسة خارجية نشطة. دعم جهود صهره، إيفان ألكسندر، للاستيلاء على العرش البلغاري، وهو ما فعله في فبراير 1331. شن إيفان ألكسندر حملات ناجحة ضد الإمبراطورية البيزنطية في عامي 1331 و1332 بدعم باساراب. تحدث سالاغيان عن الزعم بأن باساراب استولى على حصن سيفيرين في أوائل ثلاثينات القرن الرابع عشر.
بدأ ترميم كورتا دي أرجيش بعد عام 1340، مع تشييد تحصينات جديدة وقصر جديد، وبدأ بناء كنيسة القصر للقديس نيكولاس في كورتا دي أرجيش خلال حكم باساراب، لكنه اكتمل بعد وفاته. يبدو أن باساراب جعل ابنه، نيكولاس ألكسندر، حاكمًا مشاركًا له حوالي عام 1344. سار لويس الأول ملك المجر، الذي خلف كارولي الأول عام 1342، إلى جنوب شرق ترانسيلفانيا في صيف عام 1344. زار نيكولاس ألكسندر لويس الأول وأقسم له الولاء لمنع حملة ضد الأفلاق، وذلك وفقًا لما ورد في سجل جون من كوكولو، الذي كتب في نفس الفترة تقريبًا. دعمت قوات الأفلاق هجوم أندرو لاكفي ضد المغول في عام 1345، وفقًا لسجل أفلاقي، ولكن المؤرخ فيكتور سبيني يرفض هذا التقرير. توفي باساراب في العام 6860 للتقويم البيزنطي، والذي يوافق عام 1351 أو 1352 ميلاديًا، وذلك وفقًا لمرسوم حفيده، فلاديسلاف الأول من الأفلاق.